# Anii 1830
Anii 1830 au fost un deceniu care a început la 1 ianuarie 1830 și s-a încheiat la 31 decembrie 1839.